# Runkolinja 400
La ligne 400 (en finnois : Runkolinja 400) est est une ligne de bus à haut niveau de service du réseau des bus de la région d'Helsinki reliant Helsinki et Vantaa en Finlande,,,.

## Description
La ligne part de Elielinaukio, emprunte Hämeenlinnanväylä, traverse Martinlaakso et se termine à Vantaankoski.
La ligne principale 400 fait partie du projet des lignes d'Hämeenlinnanväylä et Vihdintie.

## Impact sur les autres lignes
La ligne principale 300, ainsi que la ligne principale 400, ont remplacé les lignes régionales directes de Länsi-Vantaa et Pohjois-Espoo vers Helsinki.
La ligne principale 400, ainsi que la ligne principale 300, ont remplacé les lignes régionales de Länsi-Vantaa et Pohjois-Espoo vers Helsinki, c'est-à-dire les lignes 411, 415, 421, 435 et 436 empruntant l'Hämeenlinnanväylä.
HSL a décidé de conserver la ligne 431 (Elielinaukio – Kivistö).

## Critiques
Le remplacement des lignes directes vers Helsinki par d'autres lignes a suscité de nombreuses critiques. Beaucoup ont critiqué ces projets en raison de l'allongement possible des temps de trajet et de l'augmentation des temps de correspondances.
Fin 2018, une pétition s'opposant à la suppression des lignes directes dans le nord d'Espoo avait recueilli plus de 1 100 signatures en peu de temps.